# Margarinost
Margarinost, analog ost, konstgjord ost, ostsubstitut kallas ostliknande produkter som inte alls, eller endast delvis är tillverkade på mjölk eller mjölkprodukter. Istället används andra animaliska eller vegetabiliska fetter.
I Norge har analog ost eller margarinost marknadsförts sedan 2005. Efter Landbruks- og matdepartementets ändring av ostföreskriften 2007 får margarinosten inte längre kallas för ost, eftersom den inte är tillverkad av mjölkprodukter.